# هوبيرت روبسون
هوبيرت روبسون رازاكانانانتينا (بالفرنسية: Hubert Robson)‏ (مواليد 17 يناير 1974 في مدغشقر) لاعب كرة قدم مدغشقري يجيد اللعب في خط الوسط في نادي فانيلو جابان أكتويلز المدغشقري .

## روابط خارجية
- هوبيرت روبسون على موقع الاتحاد الدولي (مؤرشف)  (الإنجليزية)
- هوبيرت روبسون على موقع قاعدة بيانات كرة القدم.إي يو (الإنجليزية)
- هوبيرت روبسون على موقع ناشيونال فوتبول تيمز (الإنجليزية)